# ريج كينغ (كاتب أغاني)
ريج كينغ (بالإنجليزية: Reg King)‏ هو كاتب أغاني بريطاني، ولد في 5 فبراير 1945، وتوفي في 8 أكتوبر 2010 بسبب سرطان.

## وصلات خارجية
- ريج كينغ على موقع ميوزك برينز (الإنجليزية)
- ريج كينغ على موقع أول ميوزيك (الإنجليزية)
- ريج كينغ على موقع ديسكوغز (الإنجليزية)